# Alejandro Amenábar
Alejandro Fernando Amenábar Cantos (ur. 31 marca 1972 w Santiago) – hiszpańsko-chilijski reżyser filmowy, scenarzysta i kompozytor. Laureat dziewięciu nagród Goya, Europejskiej Nagrody Filmowej i Oscara. Napisał lub współtworzył scenariusze do wszystkich sześciu swoich filmów i skomponował prawie wszystkie ścieżki dźwiękowe.

## Życiorys

### Wczesne lata
Urodził się w Santiago w Chile jako młodszy syn Hiszpanki Josefiny Cantos i Chilijczyka Hugo Ricardo Amenábara. Ma podwójne obywatelstwo chilijsko-hiszpańskie. Wychowywał się ze starszym bratem Ricardo (ur. 1969). Jego ojciec pracował jako technik w General Electric, podczas gdy jego matka postanowiła zostać w domu i opiekować się dziećmi. W sierpniu 1973 jego rodzina przeprowadziła się do Hiszpanii, chroniąc się tam przed dyktaturą Pinocheta. Rodzina zamieszkała w Madrycie, mieszkając w przyczepie kempingowej. Kiedy Alejandro miał sześć lat, przeprowadzili się do kompleksu na obrzeżach miasta Paracuellos de Jarama. Alejandro i jego brat nie oglądali dużo telewizji. Od 15 roku życia Alejandro poświęcił swój czas na chodzenie do kina i oglądanie filmów. Poza teatrem jego pasją było pisanie opowiadań i czytanie książek. Jako dziecko komponował również melodie na klawiaturze i gitarze z taką samą łatwością, jak podczas pisania swoich opowiadań.
Uczęszczał do szkoły Padres Escolapios de Getafe. Naukę kontynuował w instytucie Alameda de Osuna w północno-wschodniej części Madrytu. Pracował w magazynie i jako ogrodnik, dopóki nie miał dość pieniędzy, aby kupić własną kamerę domową. Nie chciał rozpocząć studiów uniwersyteckich w kinie, zanim dotknął aparatu. Studiował na wydziale nauk informacyjnych na madryckim Uniwersytecie Complutense, gdzie po licznych niepowodzeniach szkolnych postanowił zrezygnować z nauki i zaczął reżyserować.

### Kariera
Jego debiutancki film krótkometrażowy Himenóptero (1992), gdzie także wystąpił w roli aktorskiej jako Bosco, wygrał nagrodę na festiwalu filmów krótkometrażowych Elche. Wkrótce zrealizował drugi film krótkometrażowy Luna (1995), gdzie  u boku Eduarda Noriegi w roli Alberto, zagrał postać kelnera. W swoim debiucie długometrażowym Teza (hiszp. Tesis, 1996) nadał postaci złośliwego profesora nazwisko wykładowcy, który oblewał go na egzaminach (Castro). Film ten otrzymał w 1996 cztery nagrody Goya.
Znalazł się już w hiszpańskiej kinematografii i zbierał wiele porównań z Alfredem Hitchcockiem, zanim zrealizował angielskojęzyczny przebojowy dreszczowiec Inni (The Others, 2001) z Nicole Kidman.
W 2004 zdobył Grand Prix Międzynarodowego Festiwalu Filmowego w Wenecji za dramat W stronę morza (Mar adentro) z Javierem Bardemem. W lutym 2005 ten sam film zdobył Nagrodę Akademii oraz Złoty Glob, w obu przypadkach w kategorii najlepszy film zagraniczny.

## Życie prywatne
W 2004 w magazynie „Shangay Express” ujawnił, że jest gejem. 18 lipca 2015 zawarł związek małżeński z Davidem Blanco. Amenábar został wychowany na katolika, ale później stał się agnostykiem i ateistą.

## Filmografia

### Reżyser
- 1991 – Himenóptero – (film krótkometrażowy)
- 1995 – Luna – (film krótkometrażowy)
- 1996 – Teza (Tesis)
- 1997 – Otwórz oczy (Abre los ojos)
- 2001 – Inni (The Others)
- 2004 – W stronę morza (Mar adentro)
- 2009 – Agora (Ágora)
- 2015 – Regression
- 2019 – Póki trwa wojna (Mientras dure la guerra)

### Scenarzysta
- 1991 – Himenóptero
- 1995 – Luna
- 1996 – Teza
- 1997 – Otwórz oczy
- 2001 – Inni
- 2001 – Vanilla Sky
- 2004 – W stronę morza

### Kompozytor
- 1991 – Himenóptero
- 1994 – Al lado del Atlas
- 1995 – Luna
- 1996 – Teza
- 1997 – Otwórz oczy
- 1998 – Allanamiento de morada
- 1999 – Język motyli (Lengua de las mariposas)
- 1999 – Diabelska gra (Nadie conoce a nadie)
- 2001 – Inni
- 2004 – W stronę morza